# Военный институт Министерства обороны СССР
Военный институт Министерства обороны СССР (с 1980 года — Военный Краснознамённый институт Министерства обороны СССР) (1974—1994) — высшее военное учебное заведение Вооружённых Сил СССР предназначенное для подготовки офицеров с высшим военно-юридическим образованием для военных прокуратур и военных трибуналов, офицеров с высшим военно-филологическим образованием и политработников-спецпропагандистов для Министерства обороны СССР, а также переподготовки и повышения квалификации офицеров.

## История
1 августа 1974 года на базе Военного института иностранных языков был образован Военный институт Министерства обороны СССР, 12 августа этого же года в состав Военного института из Военно-политической академии имени В. И. Ленина переведен военно-юридический факультет. Начальником Военного института был назначен генерал-полковник Иван Сергеевич Катышкин.
Указом Президиума Верховного Совета СССР от 31 января 1980 года. за большие заслуги в подготовке высококвалифицированных офицерских кадров Военный институт был награждён орденом Красного Знамени.
11 февраля 1980 года в соответствии с приказом Министра обороны СССР Военный институт был переименован в Военный Краснознамённый институт.
В 1994 году Военный институт прекратил своё существование, входящие в него факультеты были переданы в состав вновь созданной Военной академии экономики, финансов и права.

## Филологическое направление
В 1974 году Военный институт иностранных языков был преобразован в Военный институт Министерства обороны СССР. Подготовка военных специалистов филологического профиля осуществлялась на факультетах западных и восточных языков, специальной пропаганды, заочного обучения и на курсах переподготовки офицеров-переводчиков запаса.
На факультетах учебно-педагогическую работу со слушателями и курсантами вели кафедры английского, французского, германских, романских, ближневосточных, дальневосточных и китайского языков. Кроме того имелись кафедры марксизма-ленинизма, истории КПСС, партийно-политической работы, военного страноведения, военной подготовки, языкознания и литературы, физической подготовки и спорта.
В соответствии с потребностями войск совершенствовалась организационная структура подразделений, осуществляющих подготовку военно-филологических кадров. В январе 1974 года был образован курсантский факультет иностранных языков, комплектуемый женщинами, в 1984 году — специальный факультет по обучению военнослужащих дружественных стран.
В 1976 году кроме уже имеющихся курсов были созданы одногодичные курсы переводчиков со знанием португальского и, в 1978 году, одногодичные курсы персидского языка (например, только за 1981 год переподготовку на курсах прошли более 400 переводчиков и политработников-спецпропагандистов из числа офицеров запаса). На кафедрах ближневосточных, средне-восточных и романских языков была разработана и внедрена в практику методика ускоренной подготовки переводчиков, созданы методические материалы по руководству самостоятельной работой слушателей и курсантов.
Преподаватели, слушатели и курсанты — филологи привлекались к работе в СССР и за рубежом. В 1980-е годы многие из них участвовали в афганской войне СССР (только за период 1980—1987 годы 167 курсантов, слушателей и преподавателей были удостоены правительственных наград за участие в этих событиях). В целом, за выполнение боевых задач более 500 военнослужащих переводческих факультетов были награждены отечественными и зарубежными орденами и медалями. Многие из них пали на полях сражений.
Последний выпуск факультета иностранных языков был в 1993 году.

## Юридическое направление
В 1974 году военно-юридический факультет был исключён из штата Военно-политической академии имени В. И. Ленина и введён в состав только что созданного Военного института МО СССР. На военно-юридический факультет Военного института принимались военнослужащие, выпускники Суворовских военных училищ, гражданская молодёжь. В состав военно-юридического факультета входили кафедры: теории и истории государства и права, уголовного права и процесса, военной администрации и административного права, криминалистики.
Преподаватели стали уделять больше внимания организации самостоятельной подготовки курсантов, проведению воспитательной работы. К проведению учебных занятий привлекались кадровые работники органов военной юстиции — военных прокуратур и военных трибуналов. Совершенствовалась методика проведения практики, в ходе которых курсантам прививались навыки самостоятельного проведения следственных действий.
На военно-юридический факультет были возложены задачи подготовки офицеров с высшим военно-юридическим образованием. Срок обучения составлял четыре года. В 1978 году состоялся первый выпуск военных юристов из числа курсантов. В Военном институте контингент обучаемых отличался от слушателей прошлых лет. У большинства курсантов отсутствовал не только войсковой, но и жизненный опыт, а о работе следователя, прокурора они знали только из кинофильмов. Все это требовало изменений в обучении для сохранения должного уровня подготовки выпускников. Только на следственной практике в 1975 году слушатели самостоятельно расследовали 428 уголовных дел и 176 — в составе следственных групп, ими были проведены 276 прокурорских проверок, внесены 254 представления об устранении нарушений закона.
В 1979 году был создан диссертационный совет по защите докторских и кандидатских диссертаций по специальности «Военное право. Военные проблемы международного права». В 1970—1980-е годы учёные юридических кафедр разработали ряд научных проблем уголовного права, уголовного процесса, криминалистики, международного права. В этот период в Военном институте работали видные учёные-юристы доктора юридических наук, профессора Н. И. Кузнецов, В. Г. Стрекозов, А. А. Тер-Акопов, Х. М. Ахметшин, Ф. С. Бражник, Е. В. Прокопович, В. П. Шупленков и др.
Главными и основными предметами для военных юристов считались уголовное право и уголовный процесс. Доминировал не концептуальный подход, основанный на анализе, массовых закономерностях и прогнозе, а ситуационный и казуальный. Недостаточное вынимание уделялось преподаванию криминологии.
С 1977 года в Военном институте стали функционировать курсы по подготовке руководящего состава военных юристов. В декабре к занятиям на 6-месячных курсах приступили 40 офицеров Демократической Республики Афганистан, а в 1981 году было создано специальное отделение, на котором учились представители армий Монгольской Народной Республики и Демократической Республики Афганистан. С 1978 года военно-юридический факультет был переведен на пятилетний срок обучения.
В августе 1988 года начальником Военного института был назначен генерал-лейтенант Алексей Николаевич Тюрин, начальником политического отдела — генерал-лейтенант Геннадий Михайлович Першаков.
Начиная с 1989 года в осуществляется подготовка военно-юридических кадров из офицеров-слушателей, имеющих высшее образование. Срок их обучения — три года. Кроме того, начиная с 1989/90 учебного года, на военно-юридическом факультете организована подготовка слушателей по специальности «судебная и юрисконсультская работа».
Последний выпуск Военный Краснознамённый институт осуществил в 1992 году. В 1993 году он прекратил своё существование, а личный состав был переведен в другое военно-учебное заведение — Военную академию экономики, финансов и права, впоследствии Военный университет.

## Начальники
- 1974—1978 — генерал-полковник Иван Сергеевич Катышкин
- 1978—1988 — генерал-полковник Магомед Танкаевич Танкаев
- 1988—1992 — генерал-лейтенант Алексей Николаевич Тюрин
- 1992—1993 — генерал-лейтенант Юрий Валентинович Мишин

## Награды
- Орден Красного Знамени (1980).

## Структура Военного института
Факультеты
1. Факультет западных языков
2. Факультет восточных языков
3. Факультет специальной пропаганды
4. Военно-юридический факультет
5. Факультет заочного обучения
6. Факультет иностранных языков (жен.) (с 1984 года)
7. Специальный факультет (с 1984 года)
8. Специальное отделение (с 1981 года)

Курсы
1. Курсы переподготовки офицеров-переводчиков запаса
2. Курсы по подготовке руководящего состава военных юристов (с 1977 года)
3. Курсы переводчиков со знанием португальского (с 1976 года) и персидского (с 1978 года) языков.

Кафедры
1. Кафедра марксизма-ленинизма
2. Кафедра истории КПСС
3. Кафедра партийно-политической работы
4. Кафедра английского языка (первого)
5. Кафедра английского языка (второго)
6. Кафедра французского языка
7. Кафедра германских языков
8. Кафедра романских языков
9. Кафедра ближневосточных языков
10. Кафедра дальневосточных языков
11. Кафедра китайского языка
12. Кафедра теории и истории государства и права
13. Кафедра уголовного права и процесса
14. Кафедра военной администрации и административного права
15. Кафедра криминалистики
16. Кафедра военного страноведения
17. Кафедра военной подготовки
18. Кафедра языкознания и литературы
19. Кафедра физической подготовки и спорта